# Pirofone

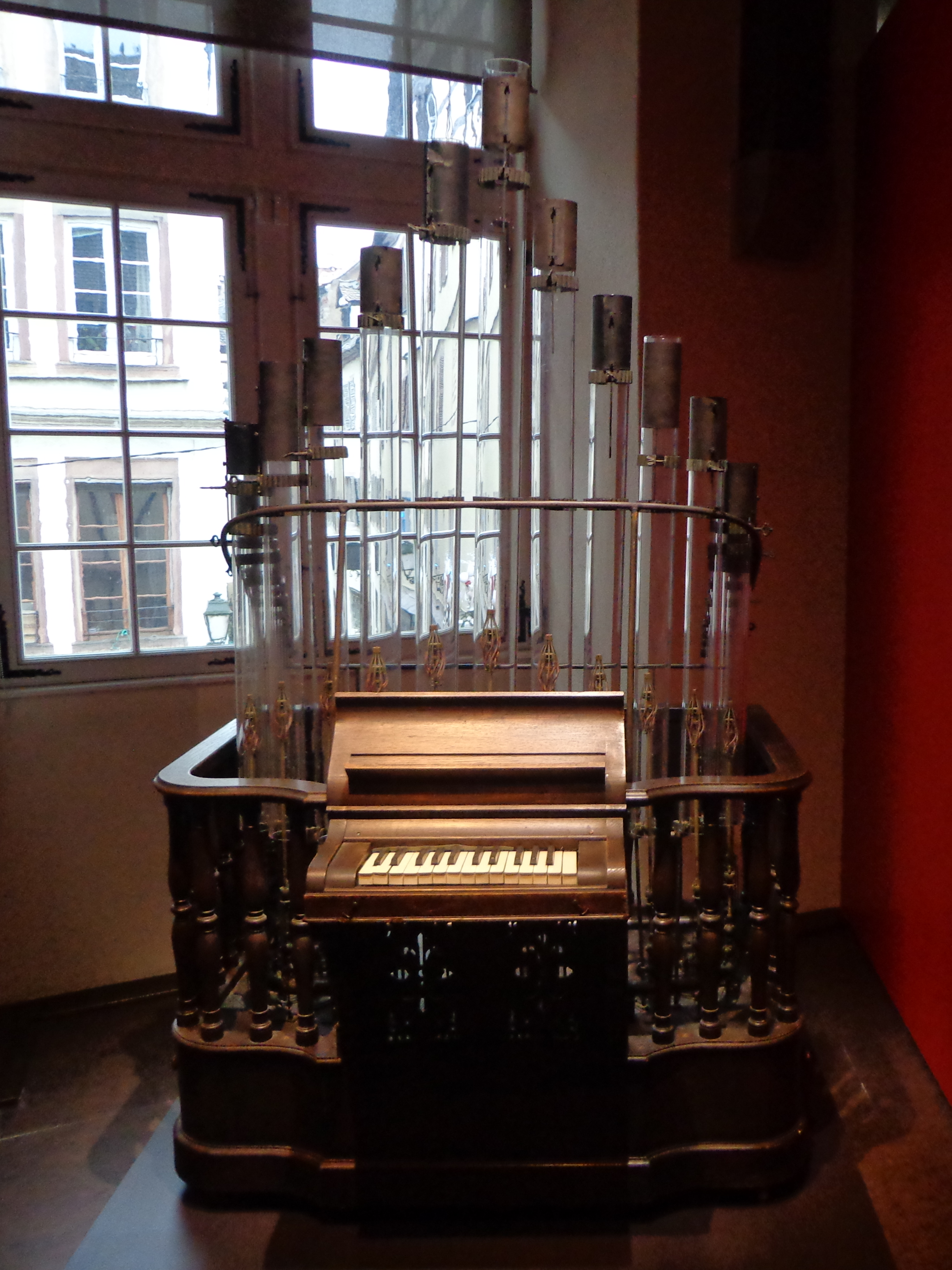
Um dos pirofones construídos por Kastner, em exposição no Museu Histórico de Estrasburgo

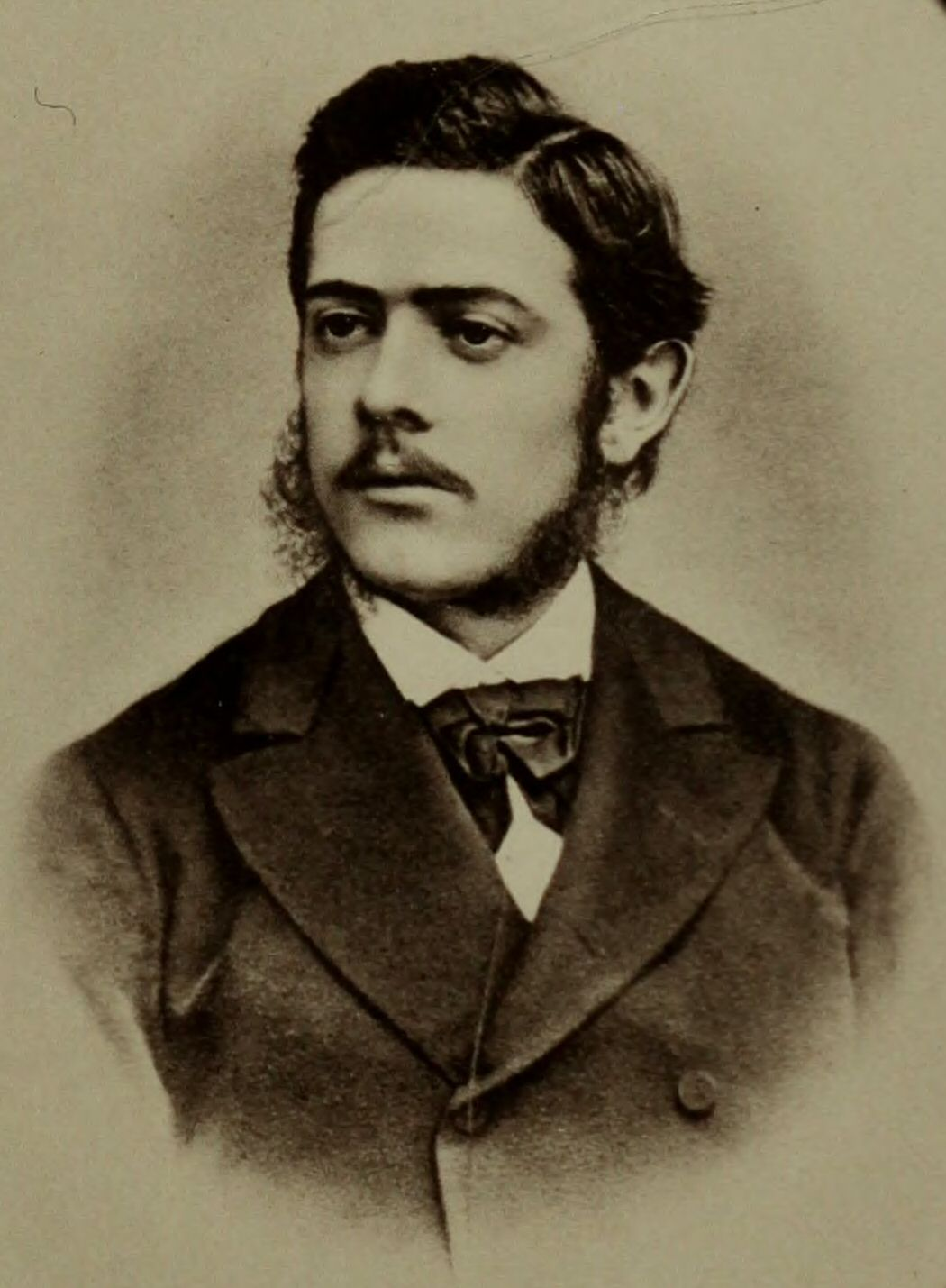
Georges Kastner (1852-1882)

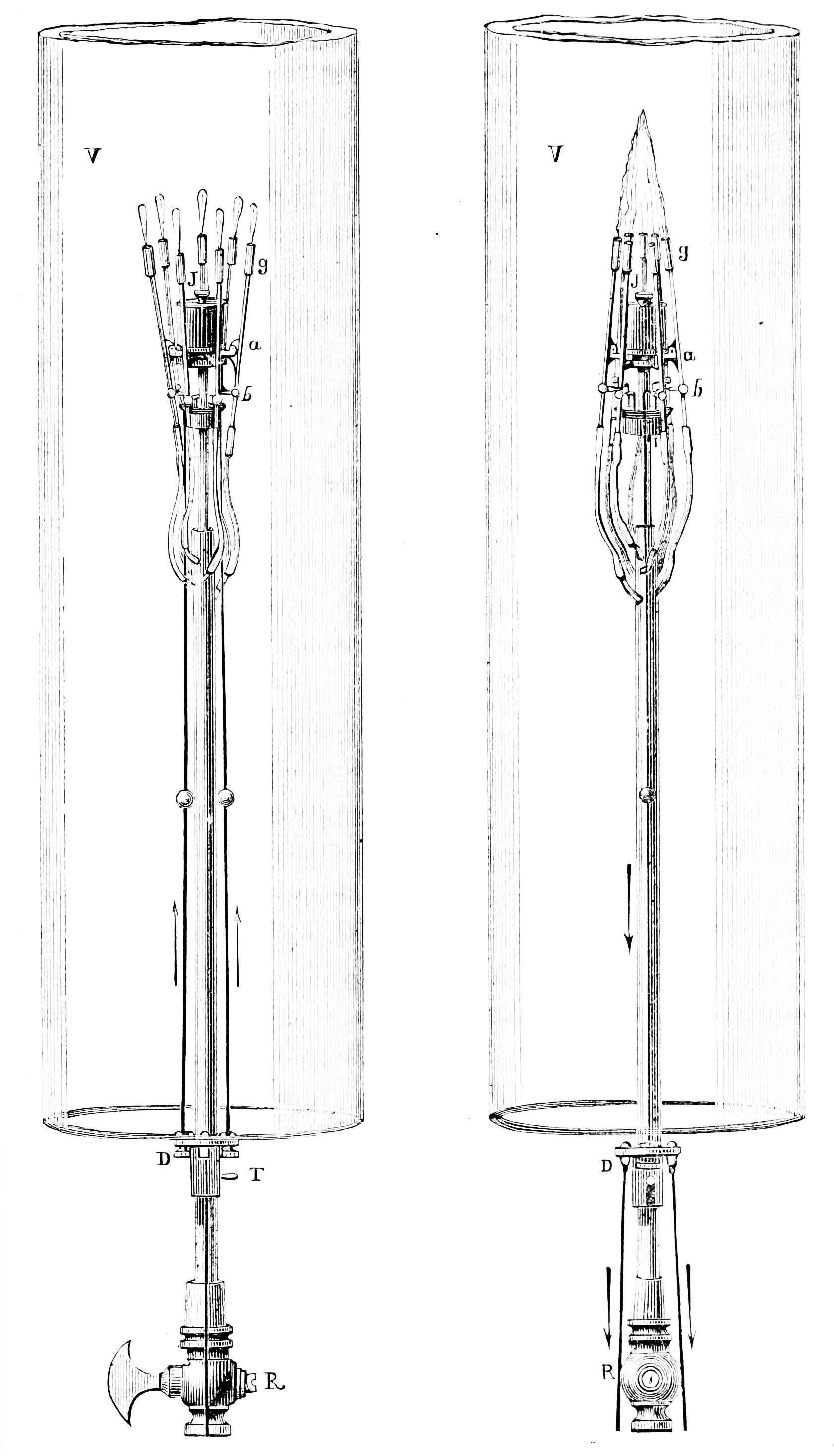
Diagrama feito por Durant dos aquecedores a gás criando sons, os "mecanismos que permitem que duas chamas unam-se ou divirjam para produzir uma nota musical."

Um pirofone é um instrumento musical no qual as notas musicais soam por explosão ou meios semelhantes decombustão rápida, aquecimento rápido, etc, tais como por tubos de vidro cilíndricos que criam luz e som. Foi criado por Georges Frédéric Eugène Kastner (Estrasburgo, França, 1852 — Bonn, Alemanha, 1882), filho do compositor Jean-Georges Kastner, por volta de 1870.
É bem sabido que uma chama de gás hidrogênio pode ser introduzida em um vidro ou outro tubo, e assim sendo colocada de modo a vibrar, forma-se em torno desta chama — diga-se, sobre o todo da superfície que o envolve — uma atmosfera de gás hidrogênio, a qual, unindo-se ao oxigênio do ar presente no tudo, queima em pequenas proporções, compostas por duas partes de hidrogênio e uma de oxigênio: a combustão desta mistura de gases produzindo uma série de pequenas explosões ou detonações.

Se tal mistura gasosa, explodindo em pequenas porções por vez, for introduzida em certo momento por volta de um terço do comprimento do tubo a partir de sua base, e se o número dessas detonações for igual ao número de vibrações necessárias para produzir um som no tubo, todas as condições acústicas necessárias para produzir um tom musical estão cumpridas.

Este som pode ser cessado também, primeiro, ao aumentar ou reduzir a altura da chama e consequentemente aumentando ou diminuindo a superfície envolvente, assim como para fazer o número de detonações não mais corresponda ao número de vibrações necessárias para produzir um som musical no tubo, ou, segundo, por colocar a chama em tal altura no tubo de modo a impedir a vibração do meio envolvente.— Texto da patente requerida por Kastner

## Instrumentos musicais relacionados
O pirofone é similar ao calíope a vapor, com a seguinte diferença: no calíope, a combustão é externa à cavidade ressonante, enquanto o pirofone é um instrumento de combustão interna. A diferença parece inicialmente insignificante, mas é a combustão externa que dá ao calíope o seu staccatto. Operando sob pressões constantes de uma câmara de combustão externa, o calíope meramente direciona a exaustão (HB# 421.22: flautas de embocadura interna). Ao controlar a combustão específica a cada câmara ressonante, o pirofone tem, para bem ou para o mal, uma maior quantidade de variáveis na produção de tons. Um calíope puramente mecânico (nãosolenoide), as pressões resultantes da combustão externa resultam entre 1 e 5 libras-força (4 a 22 newtons) de pressão no gatilho. Num pirofone mecânico o peso dos gatilhos por tecla é relacionado à força contrária do gás combustível, comparativamente menor.  Assim sendo, a força da combustão ocorre na câmara de ressonância; em vez de controlar a exaustão de uma explosão já ocorrida de modo a produzir notas, o pirofone controla a explosão para produzir a nota.

## História

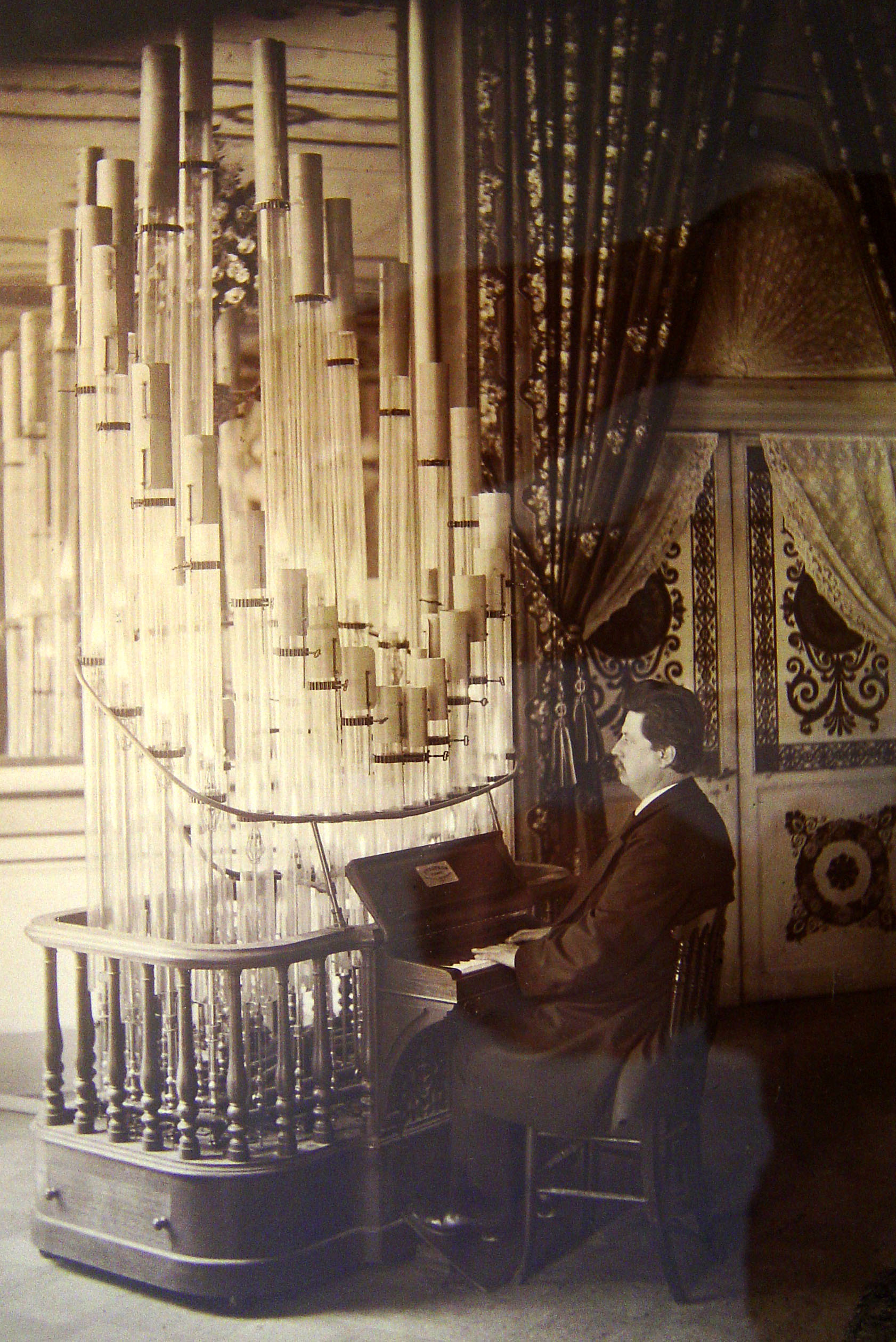
O compositor alemão Wendelin Weißheimer tocando um pirofone.

Os pirofones têm sua origem no século XIX. Byron Higgins, usando hidrogênio consumido pela combustão no fundo de um tubo aberto de vidro, foi o primeiro a indicar que a chama pode produzir som, em 1777, sendo que em 1818 Michael Faraday atribuiu os tons a explosões muito rápidas. O físico John Tyndall demonstrou que, se as chamas num tubo podem ser feitas para soar se colocadas próximas a um terço da altura do tubo, a explosão ocorre numa razão que está de acordo com a frequência fundamental ou uma das séries harmônicas do tubo e o volume da chama não é tão grande. Brewer, Moigno e de Parville descreve Kastner como o criador do instrumento quase duas décadas antes de 1890, tendo requerido uma patente na véspera do Natal de 1874. Charles Gounod tentou incluir o órgão em sua ópera Jeanne d'Arc (1873) e o instrumento foi mostrado na Exposição Universal de Paris  em 1878. Henry Dunant propôs e Wendelin Weißheimer compôs Cinco Sonetos Sagrados para Voz, Flauta, Oboé, Clarinete, Pirofone e Piano, em 1880.